# Tifoseria della Società Sportiva Lazio

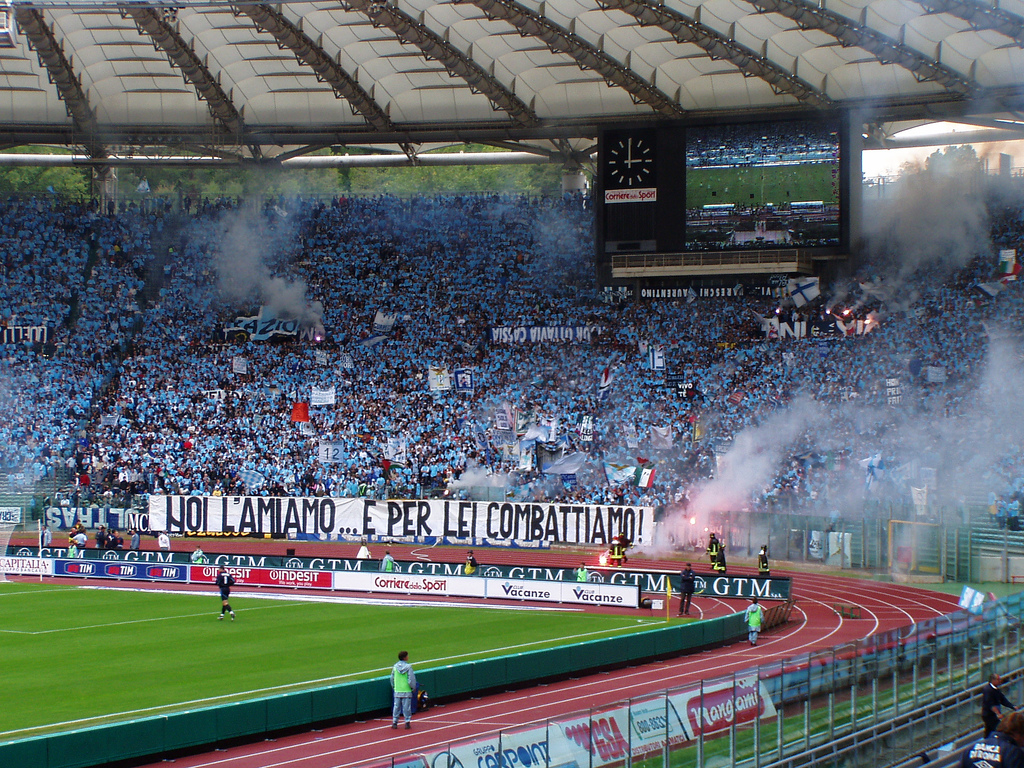
Tifosi della Lazio allo Stadio Olimpico di Roma.

Nella presente pagina sono riportate informazioni sui tifosi della Società Sportiva Lazio, società calcistica italiana per azioni con sede a Roma.

## Il tifo laziale a Roma e nel Lazio
Uno studio di due ricercatori dell'università La Sapienza di Roma, Gabriele Pinto e Filippo Celata, nel 2022 ha indagato la composizione demografica del tifo nella città di Roma. La ricerca ha evidenziato una prevalenza romanista in tutti i quartieri della città: secondo quanto rilevato dalla ricerca mediante l'utilizzo dei Big Data, il rapporto romanisti-laziali nel comune di Roma sarebbe di 2,98 romanisti ogni laziale. Il rapporto si ridurrebbe prendendo in considerazione tutti i comuni della Regione Lazio (compreso il comune di Roma) a 2,39 romanisti ogni laziale, e a 1,7 romanisti ogni laziale prendendo in considerazione tutti i comuni della Regione Lazio escludendo Roma. 
I quartieri nei quali è possibile riscontrare una presenza relativa maggiore di laziali, ovvero un rapporto romanisti-laziali inferiore alla media cittadina di 3:1, sono prevalentemente zone periferiche come San Basilio, Ostia, Morena, Serpentara, Fidene, Settecamini, Aeroporto dell'Urbe, Bufalotta, Boccea, Appio-Pignatelli, Grottarossa, Labaro, La Storta o La Rustica. In quartieri come Ostia e Castel Fusano il rapporto romanisti-laziali scende fino a raggiungere un rapporto di 2.31:1, dove i laziali rappresentano il 31,15% dei tifosi totali di Roma e Lazio. Nelle zone dove la prevalenza romanista raggiunge il picco massimo, come l'Esquilino, San Lorenzo e Via XX Settembre, quartieri nei quali si raggiungono i picchi massimi di 335 romanisti ogni 100 laziali, i tifosi biancocelesti costituiscono il 23% (22,98%) dei tifosi totali di Roma e Lazio.
Il tifo laziale presenta importanti punti di ritrovo nella capitale, come il pub Excalibur, situato a Piazza Vescovio nel quartiere Trieste. 
Un'analisi condotta da Cronache di Spogliatoio in collaborazione con YouTrend ha studiato la distribuzione dei tifosi nella Regione Lazio. Secondo la ricerca, la Roma risulta essere la squadra complessivamente più tifata con il 31%, seguita dalla Lazio con il 14%. Per i capoluoghi di provincia, lo studio riporta le seguenti percentuali: Comune di Roma: Roma 39% – Lazio 13%, Resto della città Metropolitana di Roma: Roma 30% – Lazio 13%, Provincia di Rieti: Roma 30% – Lazio 18%, Provincia di Latina: Roma 20% – Lazio 10%, Provincia di Viterbo: Roma 17% – Lazio 17%, Provincia di Frosinone: Roma 13% – Lazio 16%.

## Composizione demografica
In ambito nazionale, secondo la ricerca multiclient annuale "Sponsor Value", realizzata dal 2001 da StageUp e Ipsos su un campione di riferimento nella popolazione italiana di età compresa tra 16 e 64 anni, a giugno 2024 la Lazio risulta essere la sesta squadra di Serie A più tifata d'Italia, potendo contare su un seguito stimato in circa 710 mila tifosi; i biancocelesti, rispetto agli anni precedenti dell'indagine "Sponsor Value" risultano in netto aumento nel numero di tifosi (520 mila nel 2022, 545 mila nel 2021, 547 mila nel 2020 e 606 mila nel 2019).
Sempre in Italia, in base ai sondaggi condotti dalla società "Demos & Pi" sul tifo calcistico e sportivo degli italiani, pubblicati sul quotidiano la Repubblica e realizzati quasi annualmente nel periodo compreso tra il 2005 e il 2024, ogni qualvolta la Lazio è stata presa in esame le è stata attribuita, nel Paese, in media una percentuale di tifoseria di circa il 2/3% tra coloro che seguono il calcio; l'ultima rilevazione, nel 2023, le attribuiva appunto il 3% di tifosi mentre quella con il valore più alto è stata nel 2007 (7,40%) e quella con il valore più basso si è avuta nel 2016 (1,90%). Per "Demos & Pi", nel 2023 i sostenitori della Lazio erano distribuiti soprattutto in una delle cinque regioni geografiche dell'Italia esaminate, risultando la seconda squadra più tifata nel Centro-sud (18% nelle regioni Lazio, Abruzzo e Molise, dietro la Roma e a pari merito con la Juventus).

## Spettatori
La tifoseria biancoceleste contribuisce ad una percentuale di riempimento dello Stadio Olimpico, durante le gare casalinghe della Lazio, pari al 63,25% nella stagione 2023-2024. La migliore media di pubblico stagionale per la squadra, in campionato, fu registrata nell'annata 1998-1999, stagione in cui la Lazio lottò per lo scudetto fino all'ultima giornata, quando vi fu una presenza media di 53 184 spettatori per gara. I tifosi laziale hanno invece fatto segnare ilprimato di abbonamenti stagionali in campionato per il club, acquistando 41 056 tessere, nella stagione 2003-2004.
I tifosi laziali possono vantare due record di presenze: il 12 maggio 1974, in occasione della gara Lazio-Foggia, che sancì la vittoria del primo Scudetto della Lazio, il numero di spettatori era di 78.886, record di presenze allo Stadio Olimpico per una partita di calcio tuttora imbattuto; il 19 dicembre 1982, in occasione della partita Lazio-Milan, valevole per la quindicesima giornata del campionato di Serie B 1982-83, gli spettatori paganti erano 65.850, record assoluto per una gara di cadetteria.

## Orientamento politico

### Episodi controversi
A causa dello schieramento politico, negli anni la Curva Nord si è resa protagonista di parecchi episodi che hanno destato scalpore pubblico. Nel 2000, in occasione della gara di campionato Lazio-Bari, la Nord espose uno striscione in omaggio al leader paramilitare serbo Željko Ražnatović (meglio noto come "Arkan" la Tigre) scomparso pochi giorni prima, così nel 2001 ne espose uno in omaggio a Carlo Giuliani, ucciso da un colpo di pistola esploso dal carabiniere Mario Placanica negli scontri di piazza tra forze dell'ordine e dimostranti durante il G8 di Genova. In altre occasioni la curva si schierò contro il presidente della regione Storace, in solidarietà alle vittime delle Torri Gemelle ma anche contro la guerra in Iraq e in memoria di Yasser Arafat.
Il 24 aprile 2019 in occasione di una partita di Coppa Italia contro il Milan alcuni appartenenti al gruppo degli Irriducibili si presentarono in Piazzale Loreto con quelli della Curva Nord interista, srotolando lo striscione "Onore a Benito Mussolini" e facendo il saluto romano.
Nel luglio 2021, Elseid Hysaj rimane vittima di ingiurie sui social network da parte della tifoseria di estrema destra, dopo la pubblicazione da parte di Luis Alberto di un video su Instagram in cui canta Bella Ciao; il 18 luglio 2021 il gruppo degli Ultras Lazio ha esposto uno striscione sul ponte di Corso Francia con la scritta Hysaj verme, la Lazio è fascistaǃ.
Nell'ottobre dello stesso anno, al termine di una partita casalinga contro l'Inter (3-1), Juan Bernabé (il falconiere incaricato dalla società), con al braccio l'aquila Olympia, ha incitato la tifoseria della Tribuna Tevere ad inneggiare al Duce, inscenando il saluto romano ed i presenti lo hanno seguito al grido di "Duce, Duce". Nei giorni seguenti Bernabè, alle dipendenze di una società esterna, è stato sospeso dal servizio dietro pressione della Lazio, che ha anche chiesto la risoluzione del rapporto.
Nel novembre 2021, in occasione dell'incontro di UEFA Europa League tra Olympique Marsiglia e Lazio, il ministro dell'interno francese, Gérald Darmanin, ha firmato un'ordinanza contenente il divieto di accesso al territorio francese, a causa dell'orientamento politico, della frangia portante del tifo organizzato biancoceleste, poiché sarebbe andata a collidere con quella multietnica e ideologicamente a sinistra del club marsigliese. La tifoseria biancoceleste fu tuttavia supportata dall'opinione pubblica.
Nel settembre 2023, prima della gara interna contro il Monza, molteplici tifosi casalinghi, non rispettando il minuto di silenzio imposto da Giovanni Malagò per Giorgio Napolitano, hanno cantato Avanti ragazzi di Buda, sapendo che l'emerito capo di Stato aveva sostenuto la repressione sovietica della rivoluzione ungherese del 1956; la società ricevette una multa di 5.000 euro.

## Tifoseria organizzata

### Dagli albori agliEagles' Supporters

Gli Eagles' Supporters negli anni ottanta con uno striscione bianco e blu.

Nel 1932 la tifoseria laziale è stata la prima ad annoverare la nascita di una associazione organizzata, e con struttura gerarchica, di tifosi.
In occasione del derby romano del 23 ottobre 1932, un gruppo organizzato, denominato Paranza Aquilotti inscenò infatti una coreografia allo Stadio del PNF. Successivamente, era il 1951, ed a Roma nacquero i Circoli Biancocelesti (i primi furono quelli del Trionfale e di Primavalle). In seguito vennero i Lazio Club e alla fine degli anni sessanta del XX secolo i primi leader carismatici, i capo popolo, come Leonida e Luciano. Dai club i più giovani si riuniscono in gruppi ultras, con nomi da "battaglia", tra i primi Tupamaros, le Aquile, gli Ultras, i NAB, i  Folgore, i CAST, i Marines ed i Vigilantes.
Negli anni settanta del XX secolo la nascita del movimento ultras è guidata soprattutto da Goffredo Lucarelli detto "il Tassinaro", venuto a mancare il 1º agosto 2012. I primi gruppi nascevano tra amici dello stesso quartiere; fra tutti, nel 1971, nasce il primo gruppo ultras di quartiere del tifo biancazzurro (all'epoca riunito nella Curva Sud dell'Olimpico): i Commandos Monteverde Lazio, in seguito C.M.L. '74 (omaggio all'anno del primo scudetto).
Nel 1976 gli altri gruppi decidono di riunirsi in un unico gruppo chiamato G.A.B.A. (Gruppi Associati Bianco Azzurri), per poi nel 1977 cambiare nome e dare vita a quello che divenne per anni la guida della curva laziale e uno dei gruppi più numerosi: gli Eagles' Supporters. Il loro striscione rimane tra i più lunghi della storia: 54 metri. 
Il primo simbolo a comparire sullo striscione fu un'aquila del terzo Reich con uno scudetto ed una coccarda tricolore, a sinonimo del credo ideologico dei componenti del gruppo, successivamente cambiato a causa dei provvedimenti di polizia che vietavano l'esposizione di determinati simboli, postumi l'omicidio di Vincenzo Paparelli. Si decise poi di mettere sullo striscione un simbolo meno collegabile ad un orientamento ideologico, una testa di Aquila con le lettere iniziali del gruppo ES, presa in prestito dall'Eldorado Lazio, squadra di basket. 
Un gruppo importante, elitario per l'epoca, ad avere una spiccata vena politica di destra, nasce nel 1978 in Curva Sud: la  Gioventù Biancoazzurra poi Viking il cui striscione aveva il drakkar vichingo, l'ascia bipenne e l'elmo alato. In seguito adotteranno il sole con all'interno il drakkar. Fu loro l'idea per la scenografia di un derby del 1985 con un sole avente i raggi bianchi e celesti il cui striscione da campo recitava Solo i vili ed i mediocri conoscono la sconfitta, noi siamo grandi e risorgeremo, la Lazio gioca il derby sapendo già di essere retrocessa in serie B.

### L'avvento degliIrriducibili

Gli Irriducibili in Curva Nord con il loro striscione rappresentativo.

Nel 1987 un manipolo di ragazzi si distacca dal gruppo portante, sono gli Irriducibili che diventeranno gli esponenti più importanti e numerosi della tifoseria organizzata calcistica della Lazio.
Il gruppo si colloca all'interno dello Stadio Olimpico di Roma, assieme alla maggior parte del tifo laziale, nel settore Curva Nord.
Il simbolo degli Irriducibili è Mr. Enrich, un omino stile fumetto che indossa una tipica bombetta inglese, un'idea del fondatore del gruppo.
Il gruppo nasce nel 1987, in particolare dal precedente  Ultras '74 ma anche Viking, Gioventù Sudista e ragazzi di altri gruppi affiancandosi all'allora gruppo trainante della Curva Nord, gli Eagles' Supporters, scioltisi all'inizio degli anni novanta. Numerose sono state, negli anni, le coreografie organizzate dal gruppo nei derby, come il bandierone col simbolo del gruppo che copriva tutta la curva o come l'entrata degli stessi in curva, travestiti da astronauti e con dei grandi palloncini rappresentanti il Sistema Solare, con lo striscione "Il futuro ci appartiene". Ingranditosi negli anni a partire dalla sua fondazione, è finito spesso in cronaca per incidenti da stadio, diffide, e per la morte in uno scontro a fuoco (1998) di uno dei suoi esponenti di spicco: il trasteverino Claudio Marsili, detto "Cupido". Stessa sorte colpirà anni dopo (2019) un altro leader del gruppo, ovvero Fabrizio Piscitelli, alias "Diabolik", capo ultras della Curva Nord dalla metà degli anni 90.
Gli Irriducibili rivoluzioneranno il modo di tifare della Nord: niente più tamburi, solo tifo all'inglese. Su tutto ciò, inevitabilmente, nascono contrasti con gli Eagles' Supporters, che negli anni vedono progressivamente eroso il loro ricambio generazionale e che, dopo numerose aggressioni subite in casa e in trasferta dagli stessi Irriducibili, decidono lo scioglimento all'inizio del 1993.

### Il XXI secolo

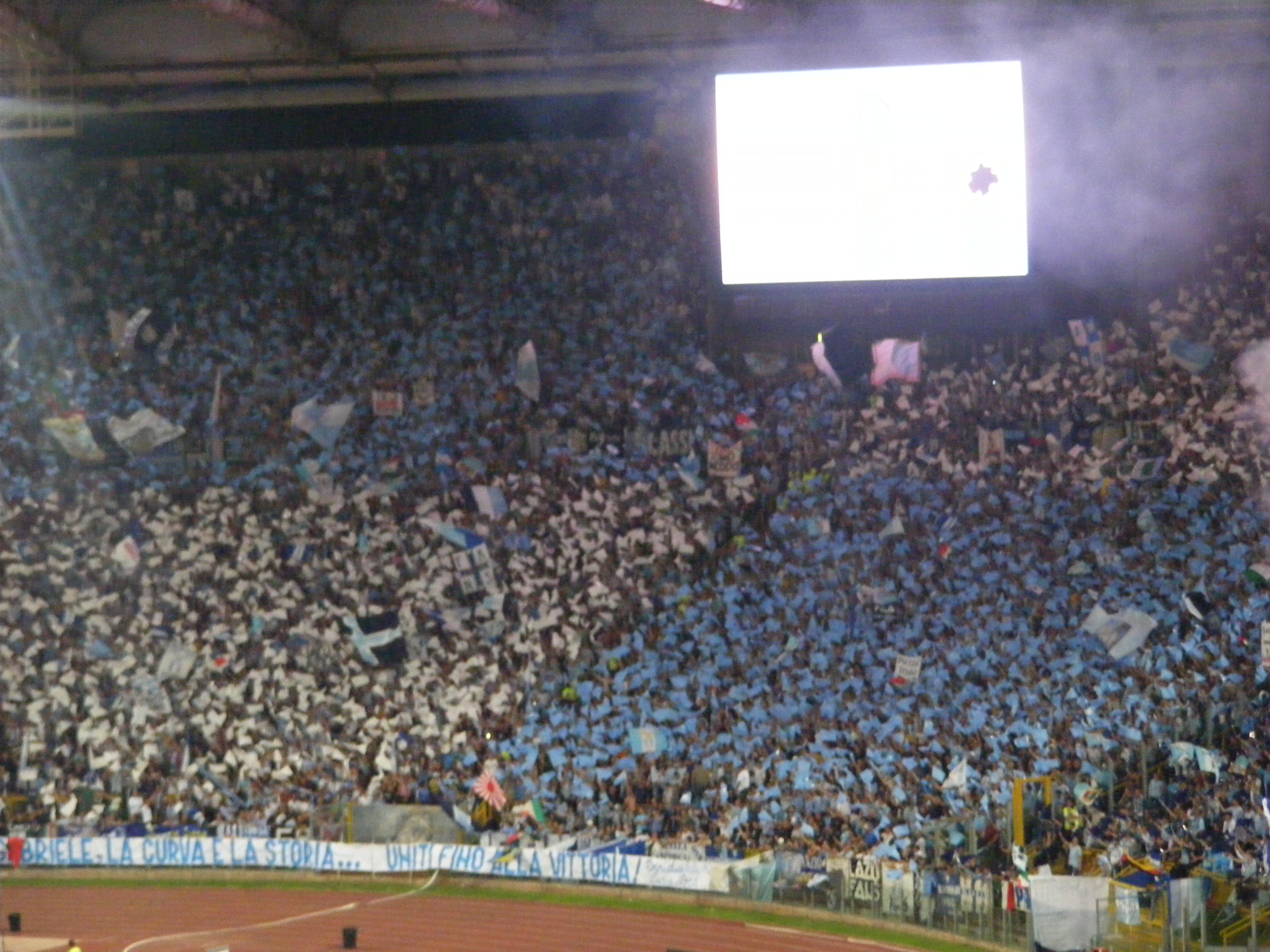
Coreografia del tifo biancoceleste in occasione della finale di Coppa Italia 2008-2009.

Nel corso del primo decennio del nuovo millennio, la Nord continua ad essere guidata dagli Irriducibili. Insieme a loro, nella Nord continuano ad esserci numerosi gruppi: il C.M.L., arrivato a 53 anni di attività ininterrotta, i Viking Lazio (che però nel 2005 si scioglieranno), gli Ultras, il gruppo Anni '70, il Manipolo, e i Lazio Fans; nascono anche nuovi gruppi: la Banda Noantri, nata attorno al 2000, che segue stili e modi di agire della tipica Casual Crew inglese, e In Basso a Destra, nato nel 2007, comprendente molti ragazzi della Banda Noantri che nel 2005 si sarà sciolta in seguito a numerose diffide, arresti e problemi interni. I Veterani si spostano in Tribuna Tevere, settore nel quale nasce anche l'Associazione Sodalizio, gruppo comprendente molti tifosi e ultras di vecchia data e tifosi laziali provenienti da tutta Italia.

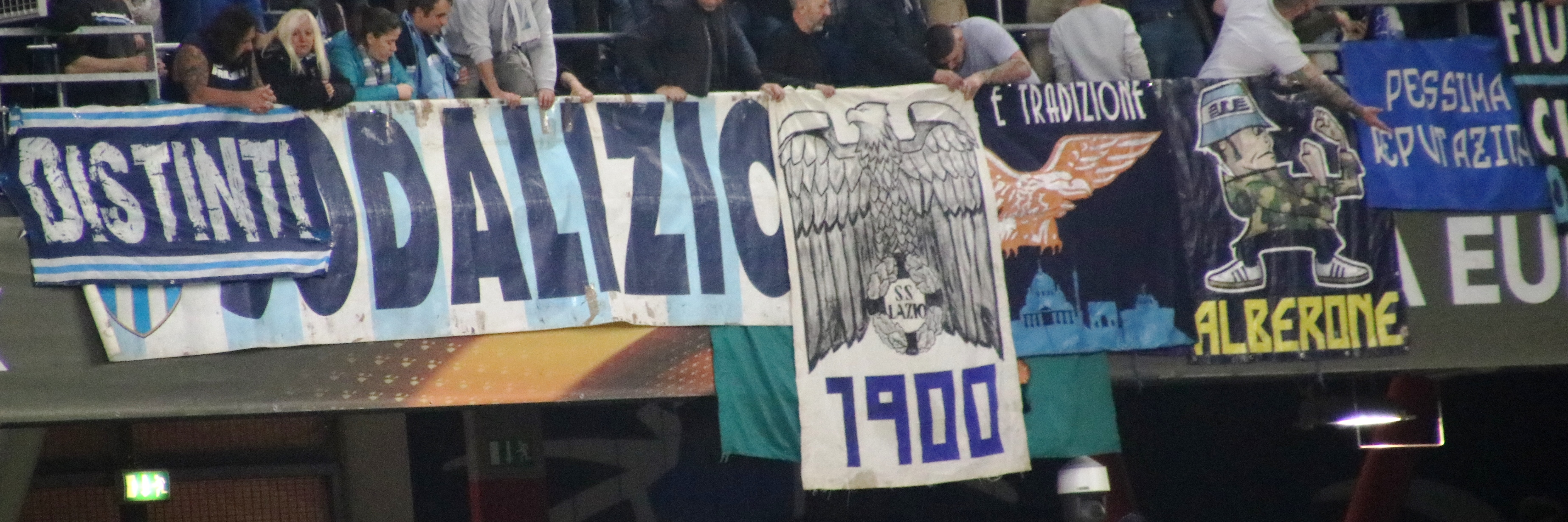
Alcuni striscioni dei gruppi laziali, tra cui quello dell'Associazione Sodalizio.

In Curva Sud nascono la Legione Mr.Enrich, le Ardite Schiere e la Brigata Bigiarelli, alcuni gruppi avranno breve durata. Il campionato 2002-03 è un anno importante per gli Irriducibili che giungono al loro quindicesimo anno di militanza ultras. Nello stesso anno la dirigenza della S.S. Lazio decide di consegnare alla Curva Nord la maglia numero 12, che da quella stagione in poi non verrà indossata da alcun calciatore biancoceleste.
Il 21 marzo 2010, in occasione della partita Cagliari-Lazio, gli Irriducibili mollano il comando dopo 23 anni, lasciando di conseguenza la gestione della curva in mano ai membri della ex Banda Noantri e In Basso a Destra, gruppi come già detto formalmente sciolti per le numerose diffide ma comunque presenti sotto il nome di altri striscioni: essi creeranno una collaborazione tra tutti i gruppi storici della Nord per quanto riguarda le decisioni e la gestione di essa, e tutti si riuniranno sotto il nome di Ultras Lazio Curva Nord, e saranno tutti rappresentati dal vessillo dell'Aquila imperiale, posto ad ogni partita sulla cancellata centrale della Curva Nord dell'Olimpico.
Dal settembre 2012 i ragazzi della Curva Nord, con il patrocinio del Comune di Roma e della stessa società Lazio, decidono di inaugurare l'iniziativa "Terzo Tempo Lazio", ovvero la possibilità per tutti i tifosi di incontrarsi nel pre e post gara delle partite casalinghe della squadra laziale in un'area nei pressi dello Stadio Olimpico totalmente dedicata ai colori biancocelesti.
Dal settembre 2017, gli Irriducibili tornano in Curva Nord, di cui ne riprendono il comando dopo 7 anni, ma il 27 febbraio 2020, dopo più di 32 anni di vita, decidono il proprio autoscioglimento, dando vita ad un nuovo gruppo di tifo organizzato biancoceleste con il nome di Ultras Lazio.
Attualmente, oltre agli Ultras Lazio e ai Commandos Monteverde Lazio, figurano in Curva Nord i No Bullshit, gli S.S. Lazio Tibur Crew e gli Aggregazione (i giovani di Ultras Lazio).

### Cronologia
1971 - Nascita dei Commandos Monteverde Lazio
1974 - Nascita dei Vigilantes
1974 - Nascita dei Commandos Aquile San Basilio Talenti
1976 - Scioglimento dei Vigilantes
1977 - Nascita degli Eagles' Supporters
1978 - Nascita dei Viking
1979 - Scioglimento dei Commandos Aquile San Basilio Talenti
1987 - Nascita degli Irriducibili
1993 - Scioglimento degli Eagles'Supporters
2001 - Nascita della Banda Noantri
2005 - Scioglimento dei Viking Lazio
2005 - Scioglimento della Banda Noantri
2010 - Nascita degli Ultras Lazio Curva Nord
2017 - Scioglimento degli Ultras Lazio Curva Nord
2020 - Scioglimento degli Irriducibili
2020 - Nascita degli Ultras Lazio

## Uccisione di tifosi
Vincenzo Paparelli e Gabriele Sandri erano due tifosi laziali le cui morti, avvenute rispettivamente nel 1979 e nel 2007, ebbero notevole riscontro nell'opinione pubblica italiana.

### Il caso Vincenzo Paparelli
Vincenzo Paparelli era un tifoso della Lazio rimasto ucciso a 33 anni il 28 ottobre 1979 nella curva nord dello stadio Olimpico a causa di un ordigno improprio lanciato da un tifoso romanista dalla curva opposta.
Il responsabile, successivamente identificato in Giovanni Fiorillo, fu condannato nel 1987 a sei anni e dieci mesi di detenzione.

### Il caso Gabriele Sandri
L'11 novembre 2007 Gabriele Sandri, in viaggio per Milano insieme a un gruppo di amici per assistere al match Inter – Lazio, durante una sosta all'autogrill di Badia Al Pino sull'A1 fu ucciso con un colpo di pistola dall'agente di Polizia Luigi Spaccarotella a seguito di scontri con tifosi juventini in transito nell'area di sosta sulla corsia opposta.
La Curva Nord, in suo onore, intitolò per un breve periodo l'intero settore al tifoso scomparso.

## Gemellaggi e rivalità

### Gemellaggi

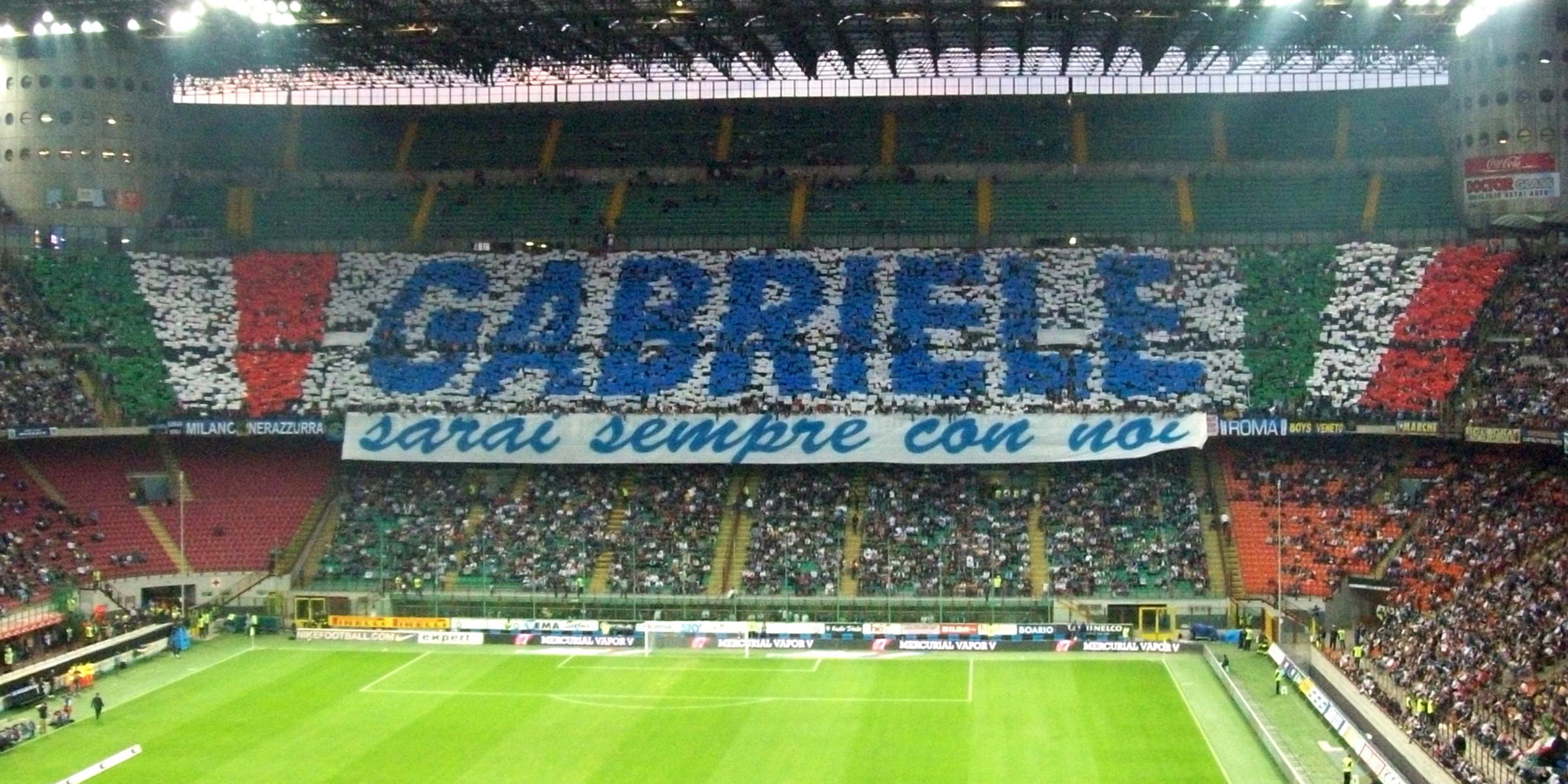
La Curva Nord dello Stadio Giuseppe Meazza consolida il gemellaggio fra tifosi laziali e interisti il 2 maggio 2009 con l'omaggio a Gabriele Sandri

Il rapporto tra gli ultras dell'Inter e della Lazio è il più saldo: esso è nato attorno alla metà degli anni ottanta e si è rinsaldato negli ultimi anni con la finale della Coppa UEFA 1997-98 a Parigi e il 5 maggio 2002, quando allo Stadio Olimpico molti tifosi laziali auguravano agli "amici" interisti la conquista dello Scudetto. Un altro episodio significativo è riferibile alla gara Lazio-Inter del 2 maggio 2010, alla terz'ultima giornata del campionato 2009-10, quando la tifoseria della squadra capitolina ha incitato per tutti i novanta minuti la compagine milanese, spingendola così verso il sorpasso decisivo in testa alla classifica nei confronti dei "cugini" romanisti, superati proprio grazie alla vittoria dei nerazzurri sui biancocelesti per 2-0. Tra gli ultras della Nord ed i tifosi della Triestina c'è un vero e proprio gemellaggio che risale agli anni ottanta.
Successivamente la squadra giuliana, in una partita all'Olimpico contro la Roma, ha esposto i vessilli biancocelesti saldando ancor di più il rapporto.
Altro buon rapporto è quello che gli ultras capitolini hanno stretto da anni con quelli del Verona, essendoci tra le due fazioni forte sintonia sia politica che per stile di tifo, testimoniato da vari scambi di ospitalità in partite importanti per le due compagini; stessa cosa vale riguardo al rapporto con i tifosi di Ascoli e Chieti. Nell'ultima partita in Serie A dell'Ascoli contro la Lazio questa amicizia si è incrinata per dissidi interni, in merito ad uno striscione esposto dagli interisti contro l'Ascoli in riferimento alla morte di Nazareno Filippini, tifoso ascolano morto durante un Ascoli-Inter, per tanto oltre rapporti strettamente personali tra singoli gruppi, l'amicizia tra le tifoserie non si considera come gemellaggio.
A livello internazionale, i gemellaggi più importanti sono quelli con il Real Madrid e l'Espanyol: il primo nasce nel 2001 durante una partita di Champions League tra le due squadre, e l'altro per il trasferimento di alcuni ultras laziali storici a Barcellona i quali legarono subito con gli ultras della squadra meno blasonata ma che rappresenta il club fedele ad una identità nazionale a differenza dei Barcellona che rappresenta per antonomasia la forte rivendicazione catalana della città. Le amicizie europee con le due tifoserie spagnole nascono nel 2001, tra gli Irriducibili e gli Ultras Sur durante il doppio confronto in Champions League 2000-01 tra le due squadre, rinsaldato dagli incontri nella fase a gironi della Champions League 2007-08. Gli ultras spagnoli hanno sostenuto i tifosi biancocelesti nella trasferta iberica contro i rivali storici dell'Atlético Madrid in occasione della gara di ritorno dei sedicesimi di finale dell'Europa League 2011-12.
Il secondo nasce per convergenze "pseudopolitiche". Anche se le due formazioni non si sono mai incontrate in gare ufficiali, gli Irriducibili e le Brigadas Blanquiazules hanno stretto questo gemellaggio per il condiviso odio sportivo nei confronti del Barcellona. Lo striscione dei sostenitori spagnoli è spesso presente in Curva Nord. Durante la partita di andata dei sedicesimi di finale della Coppa UEFA 2006-07 tra Espanyol e Livorno, i tifosi laziali sono stati presenti tra le Brigadas Blanquiazules per sostenere gli spagnoli contro i rivali amaranto. Nel 2015, in occasione di un derby tra Lazio e Roma, si ufficializza il gemellaggio tra gli ultras biancocelesti e i Wisła Sharks del Wisła Cracovia, presenti in gran numero a Ponte Milvio prima dell'inizio della partita, e poi in Curva Nord durante l'incontro. Gli stessi Wisła Sharks diramano un comunicato ufficiale riguardante il nuovo gemellaggio.
Nascono altre amicizie molto forti, ad esempio quella con il Levski Sofia, nata soprattutto da convergenze "pseudopolitiche". La sintonia con la tifoseria organizzata del West Ham Utd, la famigerata Inter City Firm, nasce principalmente per la convergenza di abitudini e stile di tifo. In più di un'occasione gli ultras di entrambe le squadre sono andati a sostenerle sia allo Stadio Olimpico che ad Upton Park. Per commemorare questa intesa i tifosi laziali sono andati a dare manforte agli Hammers in occasione della finale play-off di Championship 2011-12 a Wembley. Inoltre gli Irriducibili e la I.C.F. espongono nelle proprie curve una pezza commemorativa di questo legame, raffigurante lo stemma della società romana e i due martelli tipici del team londinese.

### Rivalità

Nel corso del derby Roma-Lazio del 18 marzo 1979, la tifoseria biancoceleste espone uno striscione in dialetto romanesco che recita «Ve' mannamo in B».

La più accesa e storica rivalità non può che essere con i tifosi dell'altra squadra della Capitale: la Roma.
L'ostilità degli ultras biancocelesti con i tifosi del Napoli nasce dal gemellaggio che legava negli anni ottanta napoletani e romanisti.
Nei confronti della tifoseria rossonera è sempre esistita un'accesa rivalità, acuitasi dopo il campionato vinto in rimonta nelle ultime giornate dal Milan nel 1999 a discapito della Lazio.
La rivalità nei confronti della Juventus invece deriva principalmente dall'antipatia dei tifosi laziali nei confronti della dirigenza bianconera, oltre che per la rivalità fra gli juventini e i tifosi gemellati dell'Inter
anche se questa rivalità è diminuita negli anni.
I contrasti con la tifoseria dell'Atalanta nascono alcuni anni fa a causa di forti divergenze politiche; con le tifoserie di Pescara, Perugia e Ternana la rivalità nasce già dagli anni settanta, mentre quella con i sostenitori di Sambenedettese, Campobasso, Genoa, Sampdoria e Pisa si manifesta dagli anni ottanta. Scontri con la tifoseria dell'Associazione Sportiva Dilettantistica Barletta 1922 a fine anni ottanta, nel periodo in Serie B, dopo il risultato di 0-1 a favore dei biancocelesti, le due tifoserie arrivarono alle mani fuori dallo stadio "Puttilli" che ospitava le partite casalinghe dei barlettani. Nel decennio successivo invece, le rivalità si accesero con Bologna, Fiorentina, Torino, Lecce e Foggia.
Rapporti non ottimali si registrano anche con la tifoseria del Vicenza.
L'origine della rivalità con la tifoseria della Salernitana è dovuta invece ai duri scontri fra sostenitori biancocelesti e granata prima di un'amichevole disputata a Salerno agli inizi degli anni duemiladieci.
La causa della rivalità con i tifosi del Brescia si basa soprattutto per il gemellaggio tra i tifosi delle Rondinelle e quelli dei rivali milanisti.
Con i sostenitori di Modena, Pisa SC e Livorno la rivalità nasce per le idee politiche dei tifosi emiliani e toscani, notoriamente di estrema sinistra, contrastanti con quelle di estrema destra degli ultras laziali.

Coreografia della Curva Nord in occasione del Derby Roma-Lazio del 23 aprile 1995.

A livello internazionale, vi sono molte rivalità sportive, quasi tutte nate negli anni novanta. Tra le più accese c'è quella con i francesi dell'Olympique Marsiglia, nata quando nei primi anni novanta i laziali rubarono ai marsigliesi uno striscione con la scritta "ULTRAS". Nel 2000, quando i romani tornarono a Marsiglia in occasione di un incontro della 1999-2000, durante la gara i sostenitori dell'OM li accolsero con lanci di bottigliette e pietre.
Altra rivalità è quella con gli inglesi dell'Arsenal, generata soprattutto per motivi di carattere sportivo, da quando il difensore laziale Siniša Mihajlović ed il centrocampista dei Gunners Patrick Vieira si scambiarono insulti razzisti durante una partita nel 2000-01, oltre al fatto che esisteva un gemellaggio tra i tifosi biancocelesti e quelli del Chelsea, storici rivali cittadini dell'Arsenal.
L'acredine nei confronti degli spagnoli dell'Atlético Madrid nasce alla fine degli anni novanta, durante la gara di Coppa UEFA 1997-98 valida per la semifinale. La Lazio, grazie alla vittoria ottenuta al Vicente Calderón nella partita d'andata ed al pareggio nel ritorno, riuscì a qualificarsi per la finale, facendo nascere una rivalità sportiva che nel 2001 si acuì con il gemellaggio della tifoseria laziale e quella degli storici rivali del Real Madrid. In occasione della gara di ritorno dei sedicesimi di finale dell'Europa League 2011-12 fra Atletico Madrid e Lazio, i supporters biancocelesti organizzano un corteo in direzione del Vicente Calderón insieme agli Ultras Sur, gruppo di tifosi del Real Madrid.
Un'altra rivalità nata negli anni duemiladieci è quella con i greci del Panathīnaïkos, a seguito del gemellaggio con i tifosi romanisti, dirimpettai cittadini dei biancocelesti. L'astio tra le due tifoserie non si era mai palesato fino all'edizione 2012-13 dell'Europa League, durante la quale le due compagini vengono sorteggiate nello stesso girone. In occasione della gara disputata all'Olimpico, gli ultras greci arrivano allo stadio accompagnati da alcuni tifosi giallorossi, esponendo striscioni e bandiere tipiche del tifo romanista.